# Tiy (esposa de Ramsès III)
|  | Per a altres significats, vegeu «Tiy». |

Tiy fou una de les dones secundàries del rei de la dinastia XX, Ramsès III. Va viure vers 1200-1150 aC.
El papir conegut com a "papir de la conspiració de l'harem" informa que la reina va participar en un complot contra la vida del rei. Segons el papir, Tiy va intentar afavorir al seu fill (anomenat al papir Pentauer o Pentaueret) com a hereu al tron. Unes 40 persones almenys van estar implicades en la conspiració entre ells diversos oficials de palau alguns dels quals eren propers del rei. L'assassinat del rei era un objectiu però es va preparar també una revolta externa per facilitar el cop d'estat. El complot es va planificar en part a Pi-Ramsès on vivia almenys un dels conspiradors; la mort del rei havia de ser al festival d'Opet a Tebes.
Per causes que no es coneixen la conspiració va fallar i els culpables foren portats a judici davant una cort de 40 membres. El judici fou llarg i Ramsès III sembla que va morir abans del seu final (alguns especulen que degut als efectes del cop d'estat, però la seva mòmia no mostra signes de violència). El tribunal fou autoritzat a dictar penes de mort normalment reservades al rei. Tots els acusats foren condemnats a mort incloent la reina Tiy.
El judici va tenir tres grups: els 28 principals encausats (tots condemnats a mort), un grup de sis acusats (que van ser condemnats i es van poder suïcidar al mateix tribunal), i quatre acusats més entre els quals la reina Tiy i el seu fill que foren condemnats i es van poder suïcidar en privat a la seva presó. Alguns dels jutges (tres) i dos oficials foren després jutjats per haver tingut relacions amb les acusades o dones dels acusats (un jutge fou declarat innocent i els altres culpables i se'ls va condemnar a tallar el nas i orelles; un dels jutges es va suïcidar).
El regicidi es considerava un crim tan greu que només la condemna a mort no era suficient per a castigar-lo. Calia també cremar els cossos amb l'objectiu que els culpables no poguessin viure eternament, ja que l'ànima espiritual i la personalitat no podrien ocupar el cos del difunt.